# Semachrysa polystricta
Semachrysa polystricta är en insektsart som beskrevs av C.-k. Yang och X.-x. Wang 1994. Semachrysa polystricta ingår i släktet Semachrysa och familjen guldögonsländor. Inga underarter finns listade i Catalogue of Life.